# Objaw Baniewicza
Objaw Baniewicza – objaw neurologiczny będący fizjologiczną reakcją na drażnienie skóry okolicy mostka. Jeżeli kończyna nie jest objęta niedowładem lub objęta jest nim w małym stopniu, występuje zgięciowy odruch obronny.
Objaw opisał polski neurolog Napoleon Baniewicz.